# Mohamud Siad Togane
Mohamud Siad Togane (Somali Maxamed Siyaad Toogane, arabisch محمد سياد توغن, geb. 1. Juli 1947) ist ein Somali-kanadischer Dichter und Friedensaktivist.

## Leben
Togane wurde in Somalia in einer Familie des Waceysle-Clans geboren und erhielt eine Schulausbildung an den Mennoniten-Schulen in Mahaddei und Jowhar in seiner Heimat. Später zog er in die Vereinigten Staaten, wo er Hartnell Junior College besuchte und 1969 einen Bachelor für English literature am Eastern Mennonite College erwarb. Er war einer der ersten somalischen Christen muslimischer Herkunft an dieser Schule. Er kehrte nach Somalia zurück und lehrte am Lafole College of Education von 1970 bis 1973. Wie viele andere Intellektuelle verließ er Somalia auf der Flucht vor Mohammed Siad Barres Militärregime. Er ließ sich in Kanada nieder und erwarb 1978 die kanadische Staatsbürgerschaft. Er erwarb 1982 einen MA in kreativem Schreiben an der Concordia University, Montreal. Seiher hat er unterrichtet und an vielen Colleges und Universitäten in Kanada und den Vereinigten Staaten Vorlesungen gehalten. Er ist Mitbegründer des Montreal Somali House und der Somali Peace Coalition und hat sich in verschiedenen Friedens- und Versöhnungsprojekten für Somalia eingesetzt, unter anderem einem Besuch in Somali 1991–1992.
Togane veröffentlichte seine erste Sammlung von Gedichten 1986. Das Buch The Bottle and the Bushman: Poems of the Prodigal Son beschäftigte sich mit Themen wie Rassismus, Alkoholismus und Christentum. Darin kritisiert er soziale und politische Praktiken in Somali, wie zum Beispiel Weibliche Genitalverstümmelung, Leben in der Diktatur, kulturelle Vorurteile, und Vorurteile zwischen Clans und Religionen und die Gefahren durch Clan-Verstrickungen. Seine Werke werden als „brilliant caustic, controversial, wickedly funny, and associative free-verse commentaries“ (brilliant, ätzend, kontrovers, bösartig lustig und assoziative frei-poetische Kommentare) bezeichnet. Er veröffentlicht auch auf seiner und auf anderen Somali-Websites, wo er Aspekte der somalischen Politik und seine Erfahrungen aufspießt. Die Gedichte, in welchen er oft Themen aufgreift und behandelt, die in öffentlichen Diskursen in Somalia Tabu sind, behandelt er oft mit vulgärer Sprache um seine Pointe zu betonen. Kritiker bemängeln, dass sein konfrontativer Stil manchmal den Konflikt eher anheizt.
Seine Poesie ist in verschiedenen Anthologien erschienen und wurde als Teil des Poetry in Motion Program in Bussen in Montreal ausgestellt. Togane hat auch für verschiedene Medie wie The Globe and Mail, Zymergy und African Art geschrieben.

## Werke
- The Bottle and the Bushman: Poems of the Prodigal Son. Ste-Anne de Bellevue, Québec: The Muses’ Co. 1986. ISBN 0-919754-07-4
- Bridges: Literature Across Cultures. 1994
- Quebec Suite: Poems for and about Quebec. 1995
- Eternal Conversations. 2003
- Fifty Years, Fifty Stories. 2003